# Vrboska
Vrboska je sídlo na severním pobřeží chorvatského ostrova Hvar. Vzniklo v patnáctém století jako rybářský přístav. V roce 2001 zde žilo 526 obyvatel. Leží na břehu dlouhé zátoky, která je lemována borovými lesy, vinicemi a olivovými háji. Nachází se zde kostel svaté Marie, který byl do této podoby prestavěn v šestnáctém století, a to za účelem zbudování útočiště pro místní obyvatele kvůli útokům Turků.
Vrboska se rozkládá kolem úzkého mořského zálivu otevřeného jihovýchodním směrem. Ten slouží jako přírodní přístav, je v něm umístěná ACI marina Vrboska. Záliv je překlenut čtyřmi mosty nedaleko sebe, proto de Vrbosce někdy říká Malé Benátky. V místě, kde se záliv otevírá, se nachází veřejná pláž. Odtud lze přejít cca sto metrů úzkou šíji poloostrova směrem na sever a dostat se ke skalnatému pobřeží, které je také využíváno k rekreaci. Na zmíněném poloostrově, necelý kilometr severně od centra od Vrbosky, se nachází pevnost Kaštilac. V současné době probíhá její oprava.

## Památky
- Opevněný kostel Milosrdné Panny Marie
- Kostel svatého Vavřince
- Kostel svatého Petra
- Kostel sv. Rocha
- Rybářské muzeum